# Suoh
Suoh és una caldera que es troba al sud de Sumatra, Indonèsia. Forma una depressió de 8 per 16 quilòmetres que conté una sèrie de calderes superposades. Les vores de la depressió estan marcades per una sèrie de maars i doms de lava silícica històricament actius. L'última erupció coneguda va tenir lloc del 10 de juliol al 5 d'agost de 1933 quan potents erupcions freàtiques van coincidir amb un important terratrèmol.